# (468) Lina
(468) Lina ist ein Asteroid des Hauptgürtels, der am 18. Januar 1901 vom deutschen Astronomen Max Wolf in Heidelberg entdeckt wurde.
Der Asteroid ist nach einem Dienstmädchen des Entdeckers benannt.